# 슈퍼걸 (2026년 영화)
《슈퍼걸》(영어: Supergirl)은 2026년 개봉 예정인 미국의 슈퍼히어로 영화이다. 크레이그 길레스피가 감독을 맡았으며, DC 유니버스(DCU)의 두 번째 영화이다. 배우 밀리 올콕이 주인공 슈퍼걸 역을 맡았다.

## 출연진
- 밀리 올콕 - 카라 조엘 / 슈퍼걸
- 마티아스 스후나르츠 - 크렘
- 이브 리들리 - 루시 메리 놀
- 제이슨 모모아 - 로보